# Škoda Auto
Škoda Auto, thường gọi là Skoda (phát âm tiếng Séc: [ˈʃkoda] ⓘ), là một nhà sản xuất ô tô của Séc có trụ sở chính tại Mladá Boleslav, Séc. Thương hiệu ô tô Skoda ban đầu có tên Laurin & Klement (đặt theo tên sáng lập bởi Václav Laurin và Václav Klement), được ra đời năm 1895 tại Vương quốc Bohemia, thuộc Đế quốc Áo-Hung (nay tách thành Cộng hòa Séc). Năm 1948, Škoda Auto (lúc đó thuộc Škoda Works) trở thành doanh nghiệp thuộc sở hữu nhà nước. Sau năm 1991, Skoda dần được tư nhân hóa cho Tập đoàn Volkswagen của Đức, trở thành công ty con một phần vào năm 1994 và công ty con thuộc sở hữu hoàn toàn vào năm 2000.

## Lịch sử

### Laurin & Klement
Khởi đầu vào năm 1894, Václav Klement, khi đó 26 tuổi, là một người bán sách ở Mladá Boleslav, Vương quốc Bohemia (Cộng hòa Séc ngày nay), không thể tìm được phụ tùng để sửa chữa chiếc xe đạp Đức của mình. Klement trả lại chiếc xe đạp của mình cho nhà sản xuất Seidel & Naumann, kèm theo một lá thư bằng tiếng Séc, yêu cầu họ tiến hành sửa chữa. Nhưng sau đó ông nhận được thư trả lời bằng tiếng Đức, nêu rõ: "Nếu bạn muốn chúng tôi trả lời bạn, chúng tôi nhất quyết yêu cầu bạn truyền tải thông điệp của bạn bằng ngôn ngữ mà chúng tôi hiểu."  Không hài lòng với câu trả lời và nhận thấy tiềm năng kinh doanh, Klement đã quyết định thành lập một cửa hàng sửa chữa xe đạp cùng Václav Laurin. Trước khi hợp tác với Klement, Laurin là một nhà sản xuất xe đạp lâu đời ở thị trấn Turnov gần đó.
Cũng như nhiều nhà sản xuất ô tô lâu đời, công ty Laurin & Klement bắt đầu vào đầu những năm 1890 bằng việc sản xuất xe đạp. Các nhà máy của hãng được thành lập vào năm 1896 với tư cách là nhà sản xuất xe đạp.
Vào năm 1899, họ cho ra mắt xe máy Slavia và trở thành nhà máy sản xuất xe máy đầu tiên ở Trung Âu. Năm 1900, Slavia bắt đầu được xuất khẩu và 150 máy đã được chuyển đến Luân Đôn cho công ty Hewtson. Ngay sau đó, báo chí đã công nhận họ là nhà sản xuất chiếc xe máy đầu tiên.
Đến năm 1905, công ty đã sản xuất ô tô, trở thành nhà sản xuất ô tô lâu đời thứ hai ở Séc sau Tatra. Công ty lúc bấy giờ có diện tích 7.800 mét vuông (0,78 ha), có 320 lao động và sử dụng 170 máy công cụ đặc biệt, chạy bằng năng lượng hơi nước 100 mã lực (75 kW). Mẫu xe đầu tiên L&K Voiturette A là một thành công và công ty được chứng thực ở cả Đế quốc Áo-Hung và quốc tế.

### Škoda
Sau Thế chiến thứ nhất, công ty Laurin & Klement bắt đầu sản xuất xe tải, nhưng vào năm 1924, sau khi gặp sự cố hỏa hoạn tại cơ sở, công ty đã tìm kiếm một đối tác mới. Lúc này, Škoda Works (Akciová společnost, dříve Škodovy závody) đang mong muốn mở rộng thị trường ra ngoài lĩnh vực vũ khí đã chú ý tới Laurin & Klement.
Škoda Works được thành lập với tư cách là một nhà sản xuất vũ khí vào năm 1859, bởi kỹ sư người Séc Emil Škoda tại Plzeň, sau đó thuộc Vương quốc Bohemia, Đế quốc Áo-Hung. Đây là một trong những tập đoàn công nghiệp lớn nhất châu Âu của thế kỷ 20. Ngoài Skoda Auto, đây đồng thời là tiền thân của nhiều công ty ngày nay bao gồm:
- Škoda Transportation: sản xuất xe tải, tàu hỏa,...
- Doosan Škoda Power: sản xuất trang thiết bị cho các nhà máy điện

Năm 1925, Laurin & Klement được sáp nhập vào Škoda Works. Công ty bắt đầu đẩy mạnh sản xuất ô tô và hợp tác với Hispano-Suiza. Hầu hết quá trình sản xuất sau này diễn ra dưới tên thương hiệu Škoda.

## Mẫu xe
- Citigo
- Fabia
- Rapid
- Octavia
- Superb
- Kodiaq
- Karoq